# Ceren
Ceren significa gasela en turc (d'origen mongol) i s'utilitza com a nom de dona. Persones amb el nom Ceren inclouen:
- Ceren Aksan - violinista turca
- Ceren Necipoğlu - harpista turca
- Ceren Nur Domaç - jugadora de voleibol turca
- Ceren Taşçı - actriu turca